# Нат И
Нат И (др.‑ирл. Nath Í, Dathí; умер около 445) — король Коннахта, верховный король Ирландии; сын Фиахры, сына Эохайда Мугмедона.
Настоящим его именем было Ферадах (др.‑ирл. Feradach), но, как утверждает среднеирландский словарь «Правда имён» (Coir Anmann), он получил прозвище Дати («Ловкий») от друида во время осады башни в Альпах: он ловил все камни и метательные орудия, которые бросали на них осаждающие. О гибели Нат И рассказывает сага «Смерть Нат И». В башне, которую осаждал Нат И, обитал король (или отшельник) по имени Пармений или Формений; по его молитве Нат И поразила молния. Сын короля Амалгайд доставил его тело в Ирландию, и он был погребён в Круахане — по легендам, там находился вход в потусторонний мир.
У Нат И было несколько жён: Этне, дочь Конри Каса, Руад, дочь Айртеха Ухтлетана и ещё по меньшей мере одна. Точно неизвестно, кто из них родила ему сына Айлиля Молта, Верховного короля Ирландии. Однако источники с уверенностью называют Руад матерью Фиахры Элгаха, от которого произошла самая могущественная ветвь коннахтского королевского рода Уи Фиахрах — Уи Фиахрах Муайде. Кроме у того, у Нат И был сын Амалгайд, но в некоторых текстах он именуется его братом и идентифицируется с упоминаемым в ирландских анналах королём Коннахта Амалгайдом мак Фиахрахом. Иногда Нат И называют последним языческим королём Ирландии, так как его преемник Лоэгайре мак Нейлл, возможно, всё-таки крестился, хотя источники и расходятся на этот счёт.